# 蔵主町
蔵主町（くらぬしちょう）は、江戸期から現在にかけての青森県弘前市の地名。郵便番号は036-8345。2017年6月1日現在の人口は138人、世帯数は83世帯。

## 地理
大浦町の裏手に位置し、長坂町と南北に並走する筋道の町。町域の北部は亀甲町、東部は長坂町、南部は東長町、南西部は下白銀町、西部は大浦町に接する。

## 歴史
- 正保3年 - 町屋とある（津軽弘前城之絵図）。
- 慶安2年 - 当地の中央を東西に流れる二階堰を境に、南部は「くろうず町」、北部は「くろうず町下町御小人町」と分けられる。「くろうず町」は23軒に屋敷割りされ、小売商や、屋号のある商家。「くろうず町下町御小人町」は少禄の武家屋敷町で20軒の屋敷（弘前古御絵図）
- 寛文13年 - 町屋は無くなり、町名は侍町となる（弘前中惣屋敷絵図）。
- 延宝5年 - 二階堰の南が上蔵主町、北は下蔵主町となる。また、史料によっては蔵人町（くろうず町）と表記される（弘前惣御絵図）。
- 元禄9～10年・宝永2～4年 - 武家屋敷の郭外移転により、上・中級藩士の屋敷街に変わる。
- 享和3年 - 武家屋敷18（御家中町割）。

- 明治初年 - 蔵主丁と呼ばれ、「黒主」とも書かれた。町域は「長三丁四十六間二尺、巾三間」とあり、戸数16（国誌）。
- 1871年（明治4年） - 当地に菊池九郎が一時期滞在。
- 1875年（明治8年） - 菊池九郎宅を集会所として弘前基督教会を設立。
- 1901年（明治34年） - 当地に第一高等女学校開校。
- 1960年（昭和35年） - 当地にあった弘前実業高校跡地に弘前合同庁舎が建設される。

### 沿革
- 江戸期 - 弘前城下の一町。
- 明治初年～明治22年 - 弘前を冠称。
- 1889年（明治22年） - 弘前市に所属。

## 施設

### 教育
- 青森県立弘前中央高等学校

### 医療
- 板垣歯科医院

### 行政
- 弘前合同庁舎
- 青森県弘前合同庁舎別館

## 小・中学校の学区
市立小・中学校に通う場合、学区は以下の通りとなる。
| 大字   | 番地 | 小学校             | 中学校             |
| ------ | ---- | ------------------ | ------------------ |
| 蔵主町 | 全域 | 弘前市立時敏小学校 | 弘前市立第一中学校 |

## 交通
- 弘南バス

中央高校前（ためのぶ号 津軽藩ねぷた村経由 - りんご公園線）停留所。